# Totò e Carolina
Totò e Carolina è un film del genere commedia drammatica, girato tra il 1952 e il 1953 e uscito nel 1955, diretto da Mario Monicelli.

## Trama
Durante una retata della polizia a Villa Borghese, l'agente Antonio Caccavallo, vedovo con figlio e padre a carico, arresta insieme a varie donne di vita anche Carolina, una ragazza orfana scappata dai parenti cui era stata affidata perché molestata dal padrone di casa. Carolina è fuggita insieme all'autista di un locale pastificio il quale, dopo averla messa incinta, l'ha abbandonata. Caccavallo l'aveva trovata nei pressi del luogo della retata e, pur essendo autista della pattuglia, aveva preso un'avventata iniziativa. Il povero poliziotto è obbligato così dal suo Commissario a riportare Carolina al paese di origine e a riconsegnarla ai parenti, i quali si mostreranno scandalizzati per la gravidanza imprevista.
Liquidare la pratica si rivelerà più complicato del previsto, anche a causa della ritrosia della ragazza che già capisce di essere reietta fra la sua stessa gente. Ciononostante, Carolina in qualche modo riesce a confidarsi e a legare con il poliziotto, del quale comprende gli obblighi professionali e che non le serba rancore nonostante i guai che lei gli fa passare (la ragazza tenta la fuga e persino il suicidio, rischiando di uccidere anche lui). Alla fine, mentendo ai suoi superiori circa il buon esito della missione, Caccavallo se ne farà carico accogliendola a casa sua, dove da tanto tempo mancava una presenza femminile.

## Censura
(Antonio De Curtis)
La pellicola fu soggetta a numerosissime traversie con la censura per via del fatto che l'interpretazione di Totò, secondo la visione dei censori dell'epoca, sminuisse e ridicolizzasse il ruolo degli agenti di Polizia. Furono eliminate 31 scene, le modifiche, e gli stravolgimenti voluti dalla censura che degli originali 2650 metri di pellicola si arrivò a una versione di soli 2386, dopo ben tre bocciature da parte della commissione di censura.
I primi attriti con la commissione preposta, in realtà, sorsero già in fase di presentazione della sceneggiatura, ancora intitolata Addio a Carolina, il 29 agosto 1953, prima dell'inizio delle riprese del film. La Direzione generale dello spettacolo espresse subito forti riserve e i censori, dopo averla studiata approfonditamente, formularono un risoluto parere negativo. La motivazione comprendeva il seguente testo:

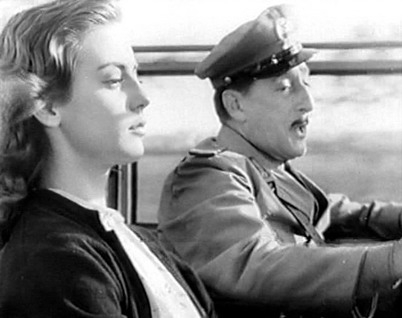
Carolina De Vico e Antonio Caccavallo (Anna Maria Ferrero e Totò)

Inoltre, per la morale italiana dell'epoca, appariva molto sconveniente che un agente di polizia s'interessasse delle sorti di una futura ragazza madre, fin poi ad accoglierla in casa propria, essendo vedovo con figlio e padre a carico.
La prima modifica accertata apportata al copione fu il cambio del cognome del protagonista che da Callarone passò a un più "comico" e irreale Caccavallo, per dare alla storia un deciso tono da farsa, ed evitare così qualsivoglia riferimenti a eventuali fatti di cronaca.

Iniziate le riprese del film, a quel punto intitolato Totò e Carolina, in fase di lavorazione vennero eliminate altre scene, come quella alla caserma dei carabinieri in cui Totò, redarguito per il suo arresto non autorizzato di Carolina, tentava di convincere il maresciallo a prendere in custodia la ragazza e quella dove discuteva della sua gravidanza indesiderata.

Mario Monicelli, regista del film

Concluse le riprese nel gennaio 1954, il film passò al montaggio, e nel febbraio seguente fu ripresentato alla commissione di censura per il nulla osta. Cinque giorni dopo, arrivò la seconda bocciatura con le medesime motivazioni della volta precedente: "offensivo della morale, del buon costume, della pubblica decenza, nonché del decoro e prestigio delle forze di Polizia".
Il regista Monicelli, che s'era già imbattuto in pesanti magagne censorie col suo precedente Totò e i re di Roma, acconsentì allora a tagliare un'altra scena, dove il parroco del paese tentava di dare in moglie Carolina a un vinaio scapolo tacendogli della gravidanza di lei, e ad accorciare la scena iniziale della retata a Villa Borghese, ma il giudizio negativo fu ribadito anche in fase d'appello il 12 marzo 1954.
Dopo l'ennesima bocciatura il film iniziò a diventare un caso sulla stampa che si chiedeva il perché di tanto accanimento. Esasperato, Monicelli effettuò altri tagli, eliminando tutti i riferimenti al comunismo presenti nella pellicola (la modifica più celebre è relativa al canto degli operai sul camion che intralcia il passaggio della Fiat Campagnola di Totò e Carolina, che, grazie a un secondo doppiaggio, passò da Bandiera rossa al più moderato Inno dei lavoratori, e poi infine al patriottico Di qua e di là dal Piave). Ma nemmeno questo bastò e il film fu respinto ancora dalla censura.
Ne seguirono ulteriori tagli, alterazione se non addirittura soppressione di parti di dialoghi e l'eliminazione di riferimenti al suicidio che "solo i ricchi possono permettersi di attuare" prima che finalmente, nel marzo 1955, al film sia concesso il visto censura. Ma anche così censurato, fu imposta una dicitura da far apparire in sovraimpressione: dopo i titoli di testa si legge infatti un'avvertenza, fortemente voluta dall'allora capo del governo Scelba, che fa un "doveroso" distinguo fra l'interpretazione di un semplice attore che interpreta un ruolo di fantasia (quasi ridicolizzando Totò, citandolo personalmente) e le mansioni di chi davvero lavora nella pubblica sicurezza. Il testo della sovraimpressione recita:
Il fatto stesso che la vicenda sia vissuta da Totò, trasporta il tutto in un mondo e su un piano particolare.

Gli eventuali riflessi nella realtà non hanno riferimenti precisi, e sono sempre riscattati da quel clima dell'irreale che non intacca minimamente la riconoscenza e il rispetto che ogni cittadino deve alle forze di Polizia.»
Uscito nelle sale così pesantemente menomato, il film non riscosse particolare successo di critica e pubblico. Fu riscoperto nel corso dei decenni, anche grazie al restauro e al reintegro di alcune delle scene eliminate ritrovate negli archivi per l'edizione in formato DVD. Resta la sua importanza dal punto di vista storico come esempio dell'influenza della censura in Italia negli anni cinquanta.

## Critica
- Filippo Sacchi (Epoca, 6 marzo 1955):

«Totò e Carolina vale soprattutto perché rappresenta un tentativo, purtroppo rarissimo tra noi, di farsa intelligente. Infatti pur avendo radice in un dramma, sostanzialmente l'andamento è di farsa, anzi in più di un punto ne prende addirittura il ritmo precipitosamente motorio. Farsa e tuttavia intelligente, perché [...] Flaiano soggettista e Monicelli regista sono riusciti a tenerla su un costante livello di ingegnosa invenzione e di comica classe, mai vista nel nostro cinema dove il comico è sempre o stupido o scurrile»
- Angelo Solmi (Oggi, I marzo 1955):

«Ancora una volta Totò ha dimostrato di non sapere uscire dallo stato di macchietta al quale troppi mediocri registi l'hanno condannato [...]. Il film strappa certamente qualche risata con i consueti mezzi meccanici di una tecnica ormai conosciuta [...] e tali da appagare il pubblico degli aficionados dell'attore»
- Cinema Nuovo, 25 marzo 1955:

«È storicamente dimostrato che una classe dirigente [...] incapace di sopportare la critica e la satira, è in fase di assoluta decadenza e sfacelo. L'attuale classe dirigente italiana non solo non sopporta la critica e la satira, ma nemmeno lo scherzo. [...] S'intende che Totò e Carolina, dopo i tagli, non è più il film che Monicelli aveva realizzato, tuttavia è ancora godibile, vivacissimo nel colpire i molti bersagli allineati nel divertente soggetto di Flaiano; e anche Totò, finalmente alle prese con un personaggio umano, recita meglio del solito»

## Influenza culturale
- Una campionatura del dialogo sul suicidio compare nel brano Povera gente di Augusto Savona.

## Altri tecnici
- Parrucchiera: Elda Magnanti
- Aiuto regista: Gillo Pontecorvo
- Assistente alla regia: Ansano Giannarelli
- Operatore: Marcello Gatti, Franco Villa
- Aiuto operatore: Enrico Fontana
- Assistente operatore: Giuseppe Ruzzolini
- Direttore di produzione: Alfredo De Laurentiis
- Ispettore di produzione: Giorgio Morra
- Segretario di produzione: Claudio Guido Agostinelli
- Aiuto segretario di produzione: Edoardo Santagata
- Segretaria di edizione: Ines Brusci
- Fonico: Biagio Fiorelli
- Tecnico del mixage: Aldo Calpini
- Microfonista: Massimo Jaboni
- Sviluppo e stampa pellicola: Ettore Catalucci per la S.P.E.S.